# Lapinjärvi (sjö i Nyslott, Södra Savolax)
Lapinjärvi är en sjö i kommunen Nyslott i landskapet Södra Savolax i Finland. Sjön ligger 101,8 meter över havet. Arean är 51 hektar och strandlinjen är 5,85 kilometer lång. Sjön  ingår i Vuoksens huvudavrinningsområde.   Den ligger omkring 120 kilometer nordöst om S:t Michel och omkring 330 kilometer nordöst om Helsingfors. 
I sjön finns ön Verkkosaaret. 